# AChRR

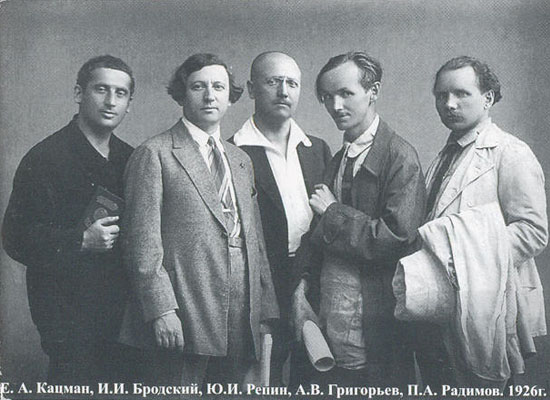
Medlemmar i AChRR 1926: Jevgenij Katzman, Isaak Brodskij, Jurij Repin, Alexander GrigoriJev, Pavel Radimov.

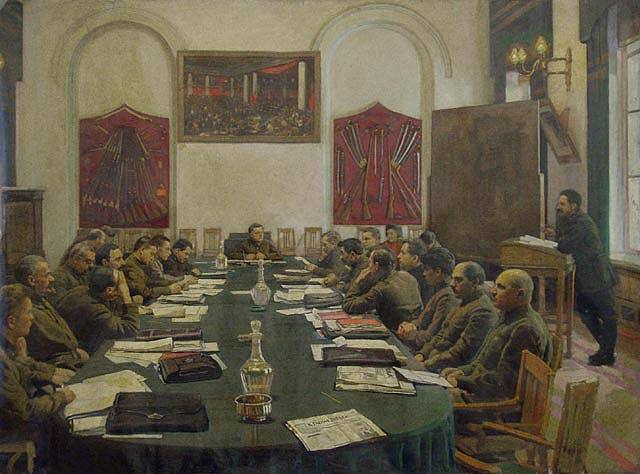
Revolutionära militära rådet, målning av Isaak Brodskij 1925.

AChRR, senare AChR, Det revolutionära Rysslands konstnärsförbund  (ryska: Ассоциация художников революционной России (AXPP): Assotsiatsija chudozjnikov revoljutsionnoj Rossii) var en sammanslutning av revolutionära konstnärer i Sovjetunionen som bildades 1922. Medlemmarna var konstnärliga arvtagare till de realistiska artonhundratalsmålarna Vandrarna (Peredvizjnikerna). I sitt måleri kombinerade de Vandrarnas realism med aktuella revolutionära ämnen. År 1934 blev AChRR grundstommen i  den nya och enda tillåtna konstnärsorganisationen Sovjetkonstnärernas förbund SSCh.

## Historik
Vid Vandrarnas sista samlingsutställning 1922 publicerade de en text där de förklarade att de med dokumentär sanningsenlighet vill spegla det samtida livet i Ryssland, att de är trogna det realistiska måleriet som når fram till massorna och att de med sin konst vill hjälpa massorna att bli medvetna om och att minnas den historiska process som pågår i landet. Texten och utställningen inspirerade några yngre målare till att bilda en ny konstnärsgrupp i Vandrarnas anda – Det revolutionära Rysslands konstnärsförbund AChRR. I sin programförklaring skrev AChRR bland annat: "Vi kommer att skildra samtiden: det dagliga livet i Röda armén, det dagliga livet hos arbetare, hos bönder, revolutionärer och arbetarhjältar. Vi kommer att ge en sann bild av samtida händelser”.  AChRR hade sin första grupputställning samma år, 1922, och fick ekonomiskt stöd från Röda arméns ledning.
AChRR:s medlemmar var motståndare till de modernistiska konstriktningar som också fanns åren runt 1920. De modernistiska konstnärerna själva såg sig dock som revolutionärer och var engagerade i den nya sovjetstaten. Men AChRR förkastade de olika modernistiska riktningarna som formalism och "skadliga påhitt". AChRR menade att man måste måla realistiskt på ett sätt som massorna förstår. Och innehållet skulle spegla folkets dagliga liv, revolutionen och arbetet med Sovjets uppbyggnad. Rörelsens slogans var "Heroisk realism" och "Konstnärlig dokumentation". 
År 1923 hade AChRR så många som 300 medlemmar och flera filialer över landet. Ett år senare startade man ett förlag som gav ut trycksaker. Under de följande åren anslöt sig andra konstnärsgrupper till AChRR, bland annat på grund av att medlemmar i AChRR regelbundet fick statliga beställningar.  Organisationen ändrade namn 1928 till AChR, De revolutionära konstnärernas förbund (ryska: AXP - Ассоциация художников революции). Vid 1920-talets slut hade förbundet växt ytterligare och samtidigt pågick hetsiga diskussioner om konstens innehåll och form vilket ledde till att förbundet började falla samman; mindre grupper bröt sig ur och bildade nya organisationer. AChR och alla andra konstnärsorganisationer upplöstes slutligen 1932 när den nya och enda tillåtna konstnärsorganisationen Sovjetkonstnärernas förbund SSCh bildades. Medlemmar från AChR bildade stommen i det nya förbundet och dess konstnärliga principer lade grunden för SSCh:s konstdoktrin, den socialistiska realismen.
Till AChRR/AChR:s medlemmar  hörde, under längre eller kortare tid, konstnärer som Isaak Brodskij, Boris Kustodijev, Filipp Maljavin och Sergej Gerasimov, samt äldre konstnärer som tillhört Vandrarna: Abram Archipov, Aleksandr Makovskij, Nikolaj Kasatkin och Konstantin Juon.